# Juan Antonio Montesinos
Juan Antonio Montesinos García (Alicante, 17 de octubre de 1932 - ibídem, 19 de febrero de 2014) fue un político español del reinado de Juan Carlos I, uno de los fundadores de Alianza Popular y uno de los líderes que refundó esa formación dando lugar al Partido Popular. Perteneciente al sector liberal-conservador fue referencia de la derecha democrática en la Comunidad Valenciana, durante tres Legislaturas fue diputado en el Congreso por la circunscripción de Alicante y vicepresidente de las Cortes Valencianas durante el último mandato del president socialista Joan Lerma (1991-95), constituyendo esa vicepresidencia el cargo de máxima representación del PP en la Comunidad Valenciana durante la III Legislatura de esa autonomía.
Además fue ingeniero de cálculo y constructor; decano-fundador del Colegio de Peritos de Alicante (1976-1979) y miembro del Consejo Superior de Peritos Industriales de España. Profesor colaborador universitario en I.C.E.* de la Universidad Politécnica de Valencia (1973-1977), director del Instituto Politécnico Nacional de Alicante (1974-1982), catedrático de Enseñanza Secundaria y alto funcionario de la Administración General del Estado (1997-2002).

## Biografía
Miembro de una familia de vocación política conservadora en la provincia de Alicante, era hijo de Manuel Montesinos Gómiz, que fue el único alcalde de Alicante que dimitió durante el franquismo, nieto del valenciano Gabriel Montesinos y Donday, que fue presidente del Partido Liberal-Conservador alicantino durante la etapa Maurista en los albores del siglo XX y biznieto de Manuel Gómiz, que también fue alcalde de Alicante con el Partido Conservador en el siglo XIX y descendiente de la familia Ansaldo.

### Formación
Después de la Guerra Civil, estudió el bachillerato en el Colegio Nuestra Señora del Pilar de los Marianistas en Valencia y finalizó en el Colegio "Sagrado Corazón" de los Hermanos maristas en Alicante. Becado en la Residencia de estudiantes de los jesuitas “Cor Jesu”, aprobó el examen de ingreso en la Escuela Técnica de Peritos de Madrid (hoy Universidad Politécnica de Madrid) donde comenzó sus estudios universitarios y formó parte del grupo de estudiantes-obreros demócratas que, con el Padre Llanos y el P. Sánchez de León, participaron en la construcción del Pozo del Tío Raimundo referencia de los social-cristianos. Finalizó sus estudios en la hoy Escuela Politécnica Superior de Alcoy (provincia de Alicante) que forma parte de la Universidad Politécnica de Valencia.

### Vida profesional
Trabajó como ingeniero de cálculo en Madrid y Alicante, donde al comienzo de los años 1960 abrió su propia empresa constructora. Con ella realizó obras de importancia como la fábrica de Turrones «El Lobo» en Jijona, la fábrica de V. Quiles (J'Hayber) en Elche, la fábrica americana de guantes en Muchamiel, hoteles en Benidorm, edificios en Alicante y chalets en la Coveta Fumá (Campello) promocionados en el extranjero por Miguel de Rumanía y Cor Brassem... pero Juan Antonio acabaría cerrando su empresa debido a la crisis económica de los años 1970.
Al mismo tiempo, como perito industrial, entró a formar parte de la Delegación alicantina del 'Colegio de Peritos de Valencia' y en 1970 fue elegido presidente de esa 'Delegación'. En 1973 puso en marcha los mecanismos reglamentarios para segregarse del Colegio de Valencia a través del 'Consejo Superior de Peritos' y así poder tener la provincia de Alicante su propio Colegio de Peritos. Esto se logró el 2 de julio de 1976 por lo que Juan Antonio Montesinos, 1º decano y fundador del 'Colegio de Peritos de Alicante' recibió la condecoración de Socio de Mérito de la 'Asociación Nacional de Peritos e Ingenieros Técnicos Industriales' (ANPITI).
Además comenzó a trabajar de profesor de matemáticas en la entonces 'Escuela de Maestría Industrial' a mediados de los
años 1960, buscado en el entorno de los peritos industriales, y años después fue designado por el director M. Ruiz como subdirector (1967-1973). A principios de los setenta, debido a la precariedad del puesto de trabajo de los profesores no numerarios (los PNN’s), se enfrentó al entonces gobernador civil de Alicante -el falangista Mariano Nicolás- siendo suspendido de empleo y sueldo y vetado para el concurso-oposición a Profesores Numerarios de FP que iba a celebrarse.  Ya en 1974 Montesinos fue elegido por el claustro de profesores director del centro (1974-1982)  y tuvo que ser aceptado por el nuevo gobernador B. Sáez en el último año del régimen franquista. A principios de 1975 la Organización Internacional del Trabajo lo seleccionó para el “Curso Internacional de Perfeccionamiento para Directivos de Centros de FP” celebrado en la Universidad Politécnica de Barcelona, en Turín (Instituto Agnelli) y en París (Escuela de Electricidad) y a punto de finalizar el curso escolar, el 30 de junio, el ministro de Educación Cruz Martínez Esteruelas, dentro de un tour por España en la que visitó los mejores centros de enseñanza, estuvo en Alicante para conocer al director del futuro Instituto Politécnico Nacional de Alicante.
Volcado Montesinos en la Formación Profesional realizó su promoción y extensión por toda la provincia de Alicante,  y desde 1974, fueron abriéndose nuevos centros en distintas localidades que carecían de ello. Hacía de intermediario entre los alcaldes y el Ministerio de Educación que, a través del nuevo delegado J. Hernández Belando, iba autorizando la creación de nuevos centros. Igualmente Montesinos formó parte del Consejo provincial de la FP que se creó después al efecto.
Y en colaboración con el Ministerio de Trabajo, Juan Antonio lideró para la provincia el desarrollo y ejecución del reformado SAF-PPO (Servicio de Acción Formativa y Promoción Profesional Obrera) al objeto de lograr la reinserción laboral de trabajadores sin titulación laboral -junto con la Gerencia del servicio en la provincia- y que, especialmente, posibilitó que muchos profesores sin la titulación requerida -de acuerdo con la nueva normativa- pudieran completar su formación y continuar con sus puestos de trabajo.

#### Inicios en política desde Alicante
Juan Antonio Montesinos se inició en política tras la muerte del dictador Francisco Franco acaecida en 1975, integrándose en Unión Democrática del Pueblo Español (UDPE) que era la «asociación política» presidida entonces por Adolfo Suárez, quien posteriormente seguiría otros derroteros con la UCD.
En la primavera de 1976 Montesinos fue elegido "coordinador local" de la asociación (no existían las presidencias todavía) en Alicante. En octubre de ese mismo año UDPE se unió, junto con otras seis asociaciones, y presentaron el manifiesto de “Alianza Popular” en un hotel de Madrid, donde acudió Montesinos en calidad de representante de la ciudad de Alicante -capital de esa provincia- y allí tuvo la oportunidad de conocer a Manuel Fraga quien sería el líder de esa formación.
En el I Congreso nacional de AP, al que acudió Montesinos como compromisario, se eligió al órgano de dirección ejecutiva nacional denominado Comité Ejecutivo Nacional (C.E.N.). En su primera reunión el CEN designó a Juan Antº "presidente-coordinador" de la Junta Provincial de Alicante que agrupase a todos los "coordinadores locales" de AP que hubiese además de entrar a formar parte de la Junta Directiva Nacional (Junta Directiva) que constituye el máximo órgano entre Congresos y es el más numeroso. En la primera reunión de la Junta Directiva se le señaló como cabeza de lista al Congreso de los Diputados para las elecciones generales de España de 1977 que se celebraron en junio. Los resultados no fueron buenos para AP a nivel nacional, y ningún diputado por Alicante. Una vez pasado ese verano, el 7 de octubre de ese año, Juan Antº Montesinos fue elegido presidente provincial de AP en su primer Congreso alicantino celebrado con la asistencia de Fraga.
A finales de enero del año siguiente, se celebró el II Congreso nacional de AP en Madrid y Montesinos, que acudió como compromisario y repitió en la Junta Directiva la cual, en su primera reunión tras el Congreso, lo nombró "coordinador regional" de Alicante, Castellón y Valencia. En verano de ese año, pudo Montesinos presentarse y obtener su plaza de profesor numerario de FP, cuando el primer Gobierno de la democracia y de UCD convocó oposiciones estatales.
Por esa época de finales de los años 1970 se fue gestando el Consell o Consejo pre-autonómico valenciano, y Montesinos prestó su apoyo al president Josep Lluís Albiñana (PSOE) tanto institucionalmente hablando -en calidad de director del Instituto Politécnico Nacional de Alicante-; lo invitó a visitar el centro educativo, además de nombrarlo "presidente de honor" de la Hoguera (ver Hogueras de Alicante) del centro de enseñanza cuando ni estaban hechas las transferencias de Educación ni se sabía si se harían. Y también desde el ámbito político -en calidad de máxima autoridad regional de AP- dándole su apoyo en distintas ocasiones a pesar de las opiniones contrarias de los sectores inmovilistas de su partido.
Terminado el proceso de elaboración del texto constitucional por la comisión constituyente, durante la campaña del Referéndum para la ratificación de la Constitución española, Montesinos formó parte del sector ‘’aliancista’’ (AP) a favor de la Constitución, liderado por Fraga. Y tras aprobarse la Constitución, al comienzo del año 1979 dimitió como decano y miembro del Consejo Superior de Peritos, dando por finalizada su etapa en el Colegio de Peritos (COPITI) de la provincia de Alicante; su interés por la política en mayúsculas crecía. Se convocaron las Elecciones generales de España de 1979, en las que J.A. Montesinos repitió como cabeza de lista al Congreso de los Diputados por Alicante, esta vez bajo el nombre de Coalición Democrática que albergaba AP junto con otros dos pequeños partidos. El batacazo fue mayor, mucha gente abandonó y se inició la llamada «Travesía del desierto», Fraga dimitió. Pero en noviembre dimitió su sustituto Félix Pastor por su total ausencia de apoyos y M. Fraga retomó las riendas.

#### Miembro de la Ejecutiva nacional
A principios de diciembre de 1979 J.A. Montesinos fue elegido presidente regional de AP en el I Congreso regional de la Comunidad Valenciana, y poco después, a mediados de diciembre de ese año fue elegido por primera vez miembro de la Ejecutiva nacional en calidad de vicepresidente nacional en el III Congreso nacional celebrado en un Colegio Mayor de Madrid, con el que Fraga refundó por primera vez ese partido. y comenzó su colaboración con AP vasca, con Jesús Pérez Bilbao, Florencio Aróstegui Zubiaurre y Antonio Merino Santamaría a la cabeza
Con la preparación del IV Congreso nacional la provincia de Alicante ya era la 4.ª provincia con mayor afiliación dentro de ese partido (llegaría a ser la 2.ª de AP), poco a poco iba “robando” afiliados a la UCD creciendo a un ritmo mayor que el resto de España, tal y como destacó un alabado análisis realizado por el periodista Francisco Poveda. El Congreso nacional fue celebrado en un hotel de Madrid, en febrero de 1981 y nuevamente Fraga confió a Montesinos una vicepresidencia. Al Congreso acudió en calidad de invitado, e intervino, Otto de Habsburgo que era eurodiputado por Alemania y con quien Montesinos estableció vínculos pues veraneaba en Alicante.
El día 23 de ese mismo mes de febrero (el conocido por 23F), Antonio Tejero entró en el Congreso de los Diputados de España con la pretensión de dar un golpe de Estado. Pero los demócratas contaban con el rey Juan Carlos y aquello fracasó tras una noche muy larga. En la Comunidad Valenciana, el general Jaime Milans del Bosch sacó los tanques a la calle en la ciudad de Valencia y dictó un bando que limitaba el horario y las actividades, pero Montesinos como director del Instituto Politécnico de Alicante lo ignoró abriendo el centro e impartiéndose clases. Además tuvo la oportunidad de ayudar a compañeros profesores afiliados a la UGT a esconder sus archivos. Ya desactivado el golpe, la tarde del día 24 de febrero, J.A. Montesinos participó en la manifestación alicantina portando la pancarta en la que constaban las siglas de todos los partidos democráticos y manifestó su mayor repulsa a los hechos a la prensa alicantina.
Justo un año después llegó el V Congreso nacional del partido, celebrado en el Palacio de Exposiciones en 19, 20 y 21 de febrero de 1982, y J.A. Montesinos fue nombrado presidente de la Mesa del V Congreso Nacional, además repitió como vicepresidente nacional de AP. En las elecciones generales de octubre de 1982, Montesinos volvió a ser cabeza de lista por AP (esta vez en la Coalición Popular) y fue elegido diputado por Alicante al Congreso de los Diputados junto con dos compañeros más. Solicitó la excedencia forzosa de su plaza de profesor numerario de F.P. en el Politécnico incorporándose al parlamento.

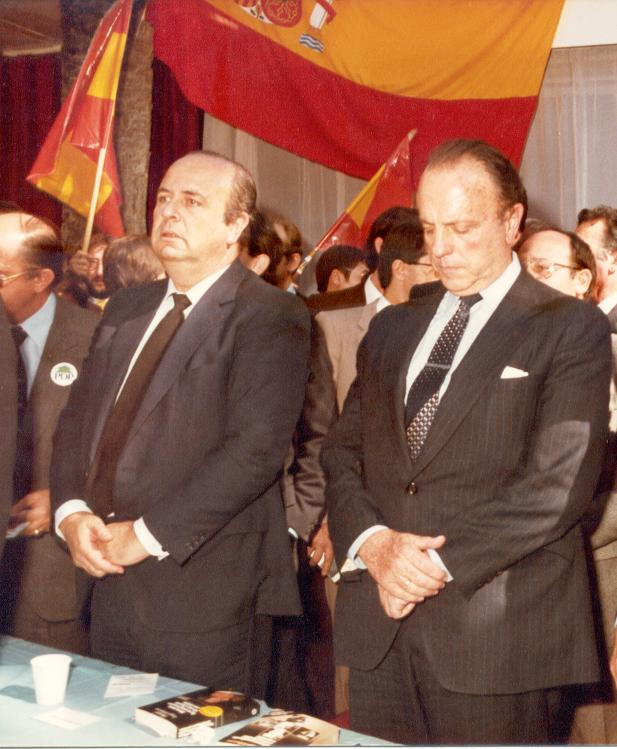
Juan Antº Montesinos y M. Fraga, mitin de campaña en Alicante - Elecciones Generales 1982.

Juan Antonio Montesinos durante la II Legislatura, en el Congreso, además de defender los intereses de su provincia, del País Vasco y de España, fue secretario 2º de la 'Comisión legislativa de Educación y Cultura', y protagonizó extensos debates con el ministro socialista José María Maravall por la LODE como portavoz adjunto de Educación (Enseñanza Secundaria) -tal y como se puede ver en el diario de sesiones de la Cámara baja- lo que le llevó a impartir conferencias por capitales de España contra esa ley de educación desde mediados de 1983 que fueron organizadas por la «Fundación Cánovas del Castillo» y nombradas “Enseñanza en Libertad”, siendo las de Madrid en su propia sede y la de  Sevilla las más destacadas.
Tras el VI Congreso nacional celebrado en 1984 en el que Fraga redujo la Dirección nacional y Montesinos continuó en el C.E.N. pero en calidad de vocal nacional
En la noche del 9 de febrero de 1986 en que se conmemoraron los 10 años de AP con una cena en la Estación de Delicias con 8.000 afiliados y simpatizantes que presidió Fraga, recibió Montesinos una de las medallas de "Fundador" de AP.
A finales de abril Juan Antonio presentó su 3º libro sobre sus labores en el parlamento junto con una compilación de artículos de prensa escritos en distintos medios, y llegaron elecciones generales de junio de 1986 en las que Montesinos repitió en las listas al Congreso de los Diputados pero en esta ocasión lo hizo en el 2º puesto de la Coalición Popular, por detrás del exministro Juan Rovira Tarazona cunero del PDP y bastante cuestionado.
La Coalición Popular repitió los resultados anteriores en Alicante, a nivel nacional se bajó un diputado con Fraga de candidato a la presidencia del Gobierno, quien no veía problema en continuar. Juan Antonio Montesinos durante la III Legislatura, además de defender los intereses de su provincia, y de los de España repitió como secretario 2º de la 'Comisión legislativa de Educación' y fue designado vicepresidente de la 'Comisión mixta Congreso-Senado de Investigación Científica y Desarrollo Tecnológico (I+D)', presidida por el senador socialista Miguel Ángel Quintanilla, y que fue la encargada de llevar a cabo el control del Plan Nacional de Investigación científica y Desarrollo tecnológico que desarrolló el Gobierno y además el seguimiento del Programa europeo F.A.S.T., iniciales en inglés del Programa de “Predicción y Evaluación en Ciencia y Tecnología” dirigido por Riccardo Petrella, quien avanzó los peligros del desarrollo desequilibrado en Europa y el desfase socioeconómico que se iba a producir entre las dos Europas.
Fraga acabaría dimitiendo tras el patinazo de las elecciones vascas.
La Junta Directiva, de la que formaba parte Montesinos por ser diputado nacional, se reunió el 6 de diciembre al efecto de para aceptar la dimisión y preparar un Congreso extraordinario de ese partido y se convocó un Congreso extraordinario para febrero de 1987, el VIII Congreso nacional, que se celebró en Madrid. Fraga se retiraba por no poder subir el techo electoral de AP y a la presidencia se presentaron dos candidaturas: la de Antonio Hernández Mancha -los renovadores- y la de Miguel Herrero de Miñon –oficialistas-. Juan Antonio, ya sin Fraga optando por la presidencia y con amistades en ambas candidaturas, tal y como dijo en prensa local, decidió presentarse por libre a uno de los 30 puestos de vocal del C.E.N. que se ofrecían en listas abiertas en el Congreso y fue elegido por los compromisarios asistentes vocal nacional, siendo el 9º más votado.
La nueva Ejecutiva nacional fue organizando los Congresos extraordinario para las provincias con problemas internos y en Alicante se celebró Congreso provincial “asambleario”, modalidad de elección del presidente en la que los afiliados eligen directamente a su candidato. Es diferente del sistema “por compromisarios”, el habitual. Al Congreso se presentaron dos listas en marzo: la de J.A Montesinos y la de Rafael Maluenda. Lo ganaron Montesinos y su equipo, y con el advenimiento de las elecciones autonómicas valencianas -que se celebraban junto con otras 12 autonomías y las municipales- se eligió a Maluenda el cabeza de la lista autonómica por la provincia de Alicante, dándose por cerrada la crisis provincial.
Tras los errores y problemas que hubo durante la presidencia de Mancha el año se terminó con alarmas encendidas de crisis interna y en octubre de 1988 Fraga dijo que competiría por la presidencia, tal y como vaticinó Alfonso Guerra un año antes, pero esta vez para allanarle el camino a otro: Aznar. Se creó un “gabinete de estrategia” que preparó la vuelta de Fraga en el que Montesinos integró dos miembros de Alicante.

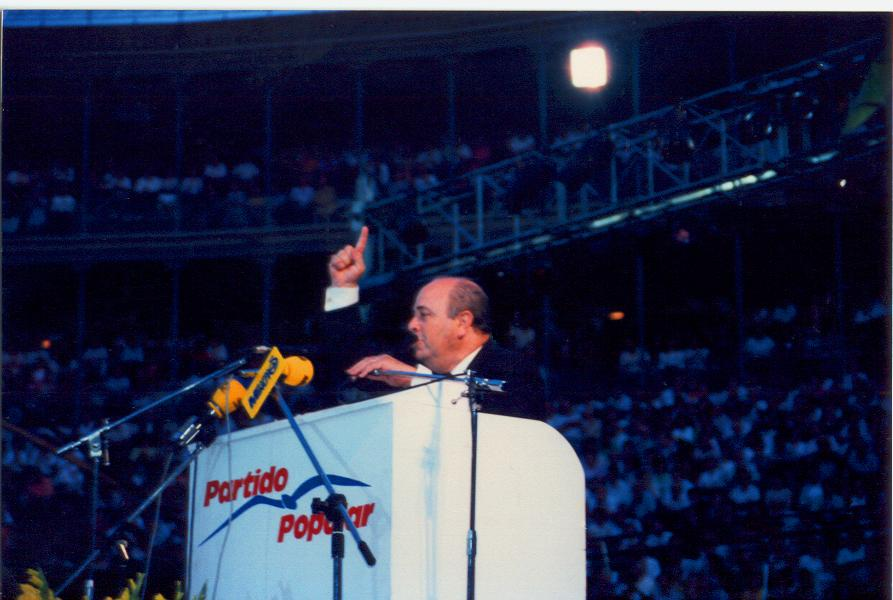
Mitin en la plaza de toros de Valencia (1989)

A finales de enero de 1989 se celebró en Madrid el IX Congreso nacional de ese partido llamado “de la Refundación” (pero que realmente era la 2.ª). En él nació el Partido Popular donde Fraga fue elegido su primer presidente y el resto de los presidentes del partido -a nivel local, provincial y regional-, pasaban a serlo del PP. Montesinos que ya era el 1º presidente provincial del PP en Alicante, recibió de Fraga -en la primera Junta Directiva celebrada un mes después- el encargo de rehacer la estructura regional del partido en la Comunidad Valenciana, siendo nombrado el 25 de febrero presidente de la gestora regional y por tanto 1º presidente regional del PP pues el Congreso regional quedaba pospuesto sine die.
Meses después en junio, y con motivo de la campaña de las elecciones europeas, Montesinos intervino en el mitin de campaña que se celebró en la Plaza de toros de Valencia con el cabeza de lista Marcelino Oreja y el presidente nacional. Hacia finales del verano se convocaron las elecciones generales de octubre de 1989 con José María Aznar de candidato por el PP, mejorando apenas el “techo de Fraga” y repitiéndose en Alicante los resultados. J.A. Montesinos, durante la IV Legislatura, fue vocal de la 'Comisión legislativa de Defensa' encargado de las Academias Militares.

#### Última etapa en política
En marzo de 1990, se celebró el X Congreso nacional y fue allí fue donde Juan Antonio, peso pesado de la política popular acordó con Aznar, entonces ya líder del PP, un calendario para su retiro de la primera línea política.
Estalló el caso Naseiro y Juan Antonio Montesinos apareció relacionado con el asunto en algunos medios pero un día después el Fiscal general del Estado, Leopoldo Torres, lo excluyó diciendo que era Ángel Sanchís el político valenciano implicado.
El 28 de abril de 1990 se celebró el Congreso provincial y Eduardo Zaplana fue su sucesor en Alicante, y con respecto a la Ejecutiva regional en diciembre de 1990 tuvo lugar el VI Congreso regional del PP en Benidorm en el que traspasó la ya pacificada presidencia regional a Pedro Agramunt por unanimidad.

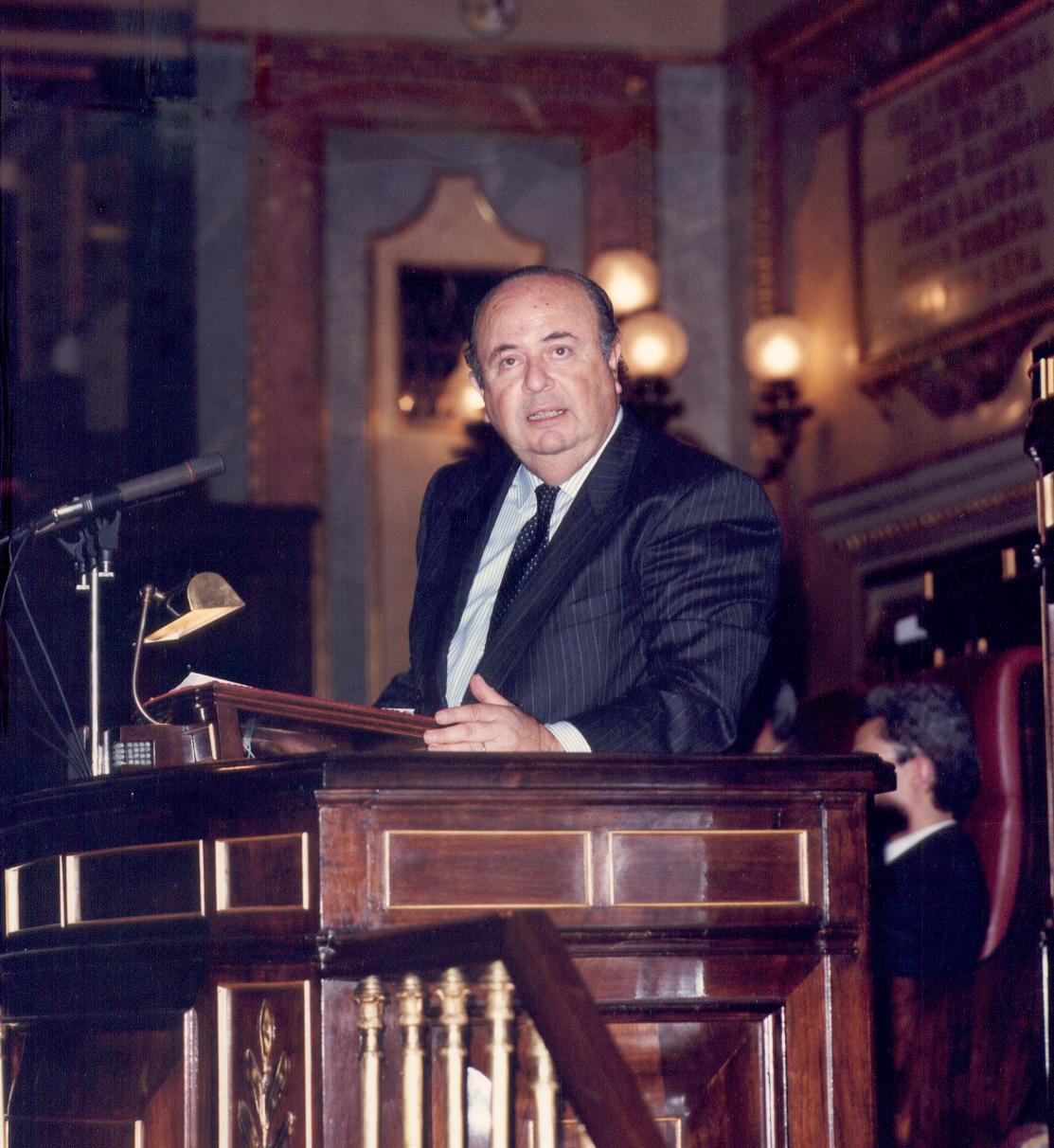
Montesinos en la tribuna de oradores del Congreso de los Diputados (1990).

Un año más tarde, en mayo, y siguiendo su calendario, Montesinos se presentó en la lista del PP por Alicante para las Cortes Valencianas, tras Zaplana que era quien la encabezaba y con Agramunt como candidato a la Generalidad Valenciana. Aunque se mejoraron los resultados en esas elecciones a las Cortes Valencianas de 1991 el PSOE ganó de nuevo. Juan Antº Montesinos fue uno de esos diputats, y el 18 de junio de 1991, abandonó su escaño en el Congreso de los Diputados para ocupar una vicepresidencia de las Cortes Valencianas en la III Legislatura de la Comunidad Valenciana. Fue miembro de las 'Comisiones de Reglamento', de 'Estatuto de los Diputados', de 'Peticiones' y de 'Gobierno Interior' bajo presidencia socialista de la cámara autonómica. Además entró a formar parte del 'Consejo de Redacción' del Anuario de Derecho Parlamentario de esa cámara.
Además de sus funciones en la Mesa de las Cortes y de ser portavoz del PP en Pesca, presentó su memoria actualizada de profesor numerario de matemáticas al concurso para plazas de Catedrático de Enseñanza Secundaria que convocó la Consellería o Consejería autonómica valenciana de Educación y Ciencia, ganando la plaza de catedrático en el Instituto Politécnico de Alicante en 1993.
Siempre involucrado en el mundo cultural alicantino fue socio-fundador del refundado Ateneo Artístico, Científico y Literario de Alicante, y por acuerdo de la Junta recibió el galardón de Socio de Mérito en 1994, entregado por el presidente Cía, en agradecimiento a sus gestiones a favor del Ateneo alicantino.

#### Jubilación
Como funcionario ocupó cargos de dirección tanto en la Administración de la Generalidad Valenciana como en la Administración General del Estado. Fue propuesto por la Junta del Colegio de Peritos de Alicante para la máxima condecoración de la 'Unión de Asociaciones de Ingenieros Técnicos de España' y en un emotivo acto la recibió de manos del presidente de la U.A.I.T.E., Francisco Garzón Cuevas en enero de 2001.
Un año después 2002 recibió, a propuesta de la Junta del Ateneo alicantino, el reconocimiento de Socio de Honor por su ejemplar gestión como vicepresidente de Ateneo de manos de su presidenta Maribel Berna.

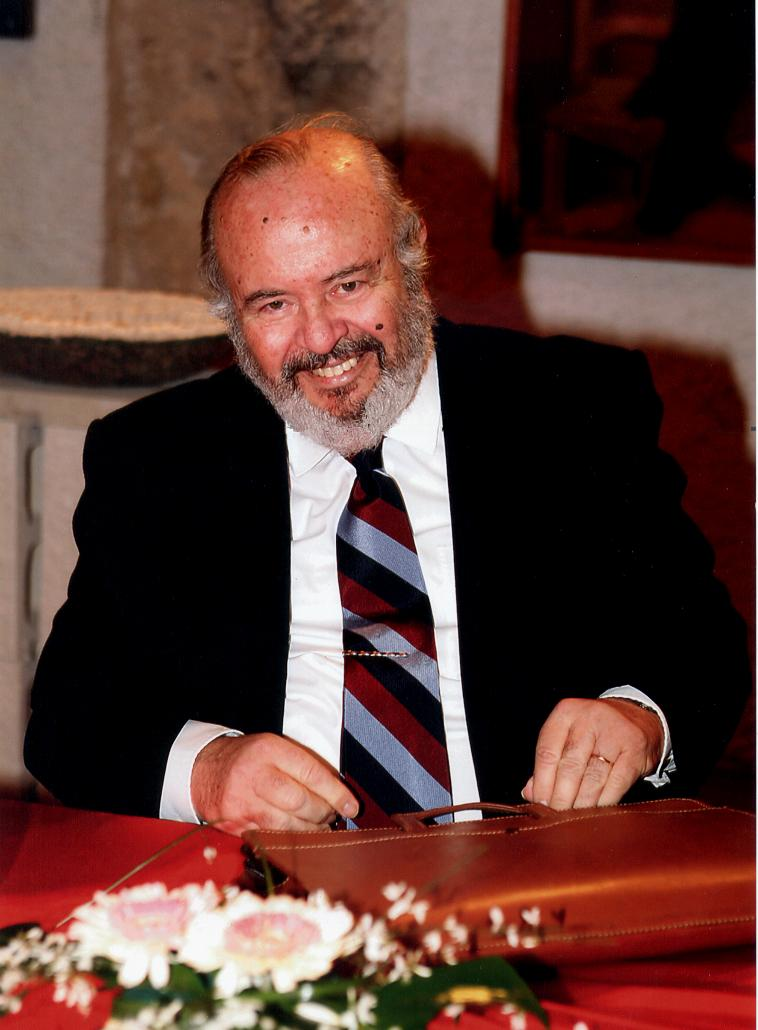
Montesinos en una reunión plenaria del Consejo Valenciano de Cultura en 2008

 Fue miembro del Consejo Valenciano de Cultura (2002-2011) donde formó parte de la Comisión de Gobierno y trabajó en las Comisiones de Legado Histórico y Jurídica. Desde 2004, miembro del Consejo de Heráldica (2004-2007) de la Generalidad Valenciana. También fue parte de la Junta Rectora del Instituto Alicantino de Cultura Juan Gil-Albert de la Diputación Provincial de Alicante (2003-2011) y del Junta Rectora del Patronato Municipal de Cultura de Alicante (2003-2011).

### Fallecimiento
Juan Antonio Montesinos falleció el 19 de febrero de 2014, rodeado de toda su familia, víctima de una larga enfermedad. En el pleno del Congreso de los Diputados del día siguiente se le hizo un homenaje en recuerdo del trabajo que realizó durante sus casi tres legislaturas como diputado a Cortes Generales por Alicante
Padre de cuatro hijos, de momento su hija Macarena Montesinos de Miguel es la continuadora de esta saga de políticos alicantinos.
El 18 de noviembre de 2015 el rey Felipe VI de España le concedió con carácter póstumo, a propuesta del Gobierno de España, la Encomienda con Placa de la Orden Civil de Alfonso X el Sabio en reconocimiento a su servicios prestados a lo largo de su vida.